# Leucophora chilensis
Leucophora chilensis är en tvåvingeart som först beskrevs av Malloch 1934.  Leucophora chilensis ingår i släktet Leucophora och familjen blomsterflugor. Inga underarter finns listade i Catalogue of Life.